# Baia di San Pablo
La baia di San Pablo è un grande estuario di marea che forma l'estensione settentrionale della grande baia di San Francisco in California. Comunica a est, tramite lo stretto di Carquinez, con la baia di Suisun, estuario dei fiumi Sacramento e San Joaquin.
La baia è essenzialmente poco profonda, tuttavia un canale più profondo che corre approssimativamente nel centro della baia permette l'accesso alle grandi navi ai porti di Sacramento, Stockton, Benicia, e Martinez.